# 薄叶鼠李
薄叶鼠李（学名：Rhamnus leptophylla）为鼠李科鼠李属下的一个种。